# Foreign Beggars
I Foreign Beggars sono un gruppo hip hop/dubstep britannico. Dalla sua costituzione, avvenuta nel 2002, il gruppo ha variato il suo suono dall'hip hop underground ad un crossover elettronico. Il gruppo è formato da quattro artisti: Orifice Vulgatron, Metropolis (deceduto), DJ Nonames e Dag Nabbit.

## Discografia

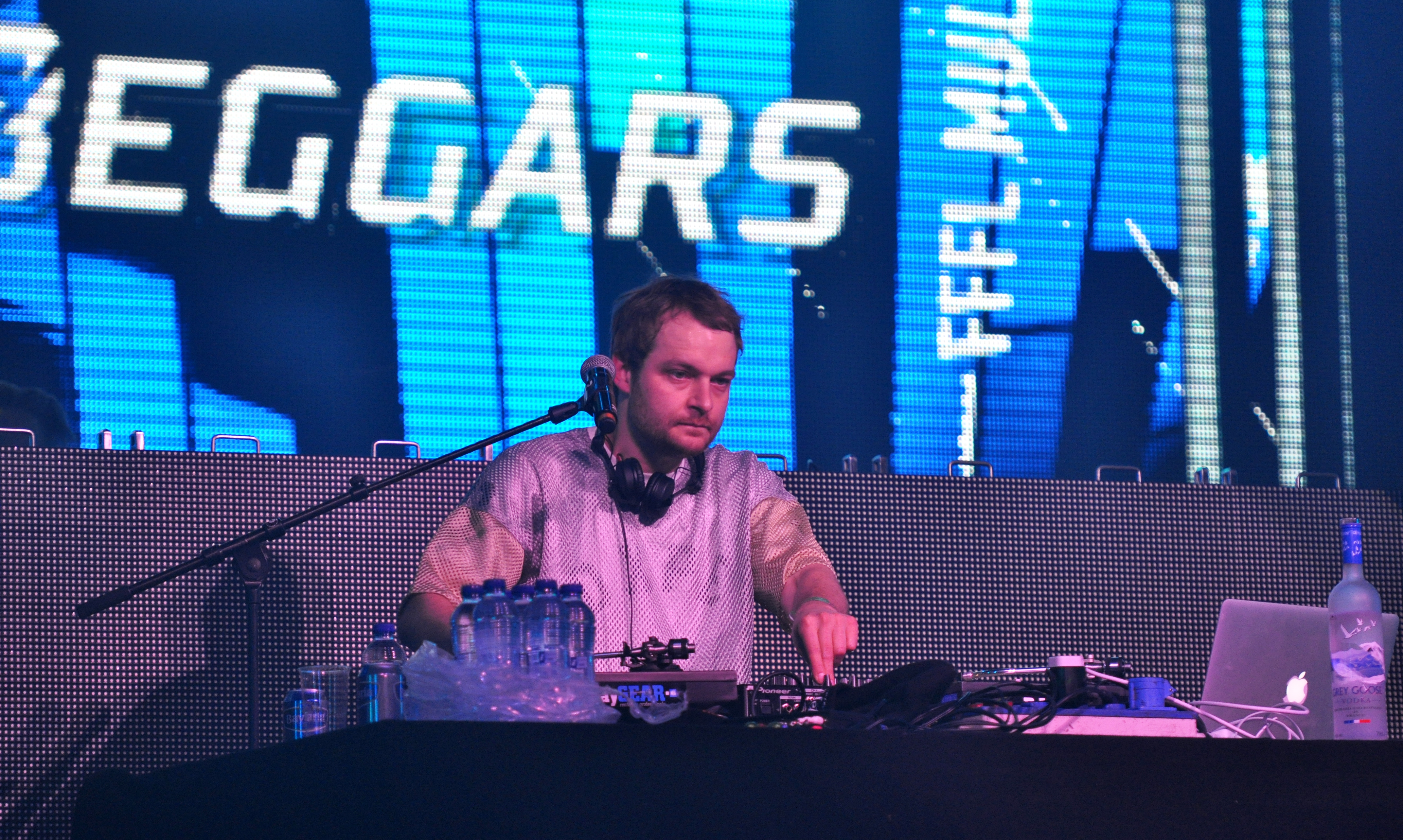
DJ Nonames, Paaspop 2014

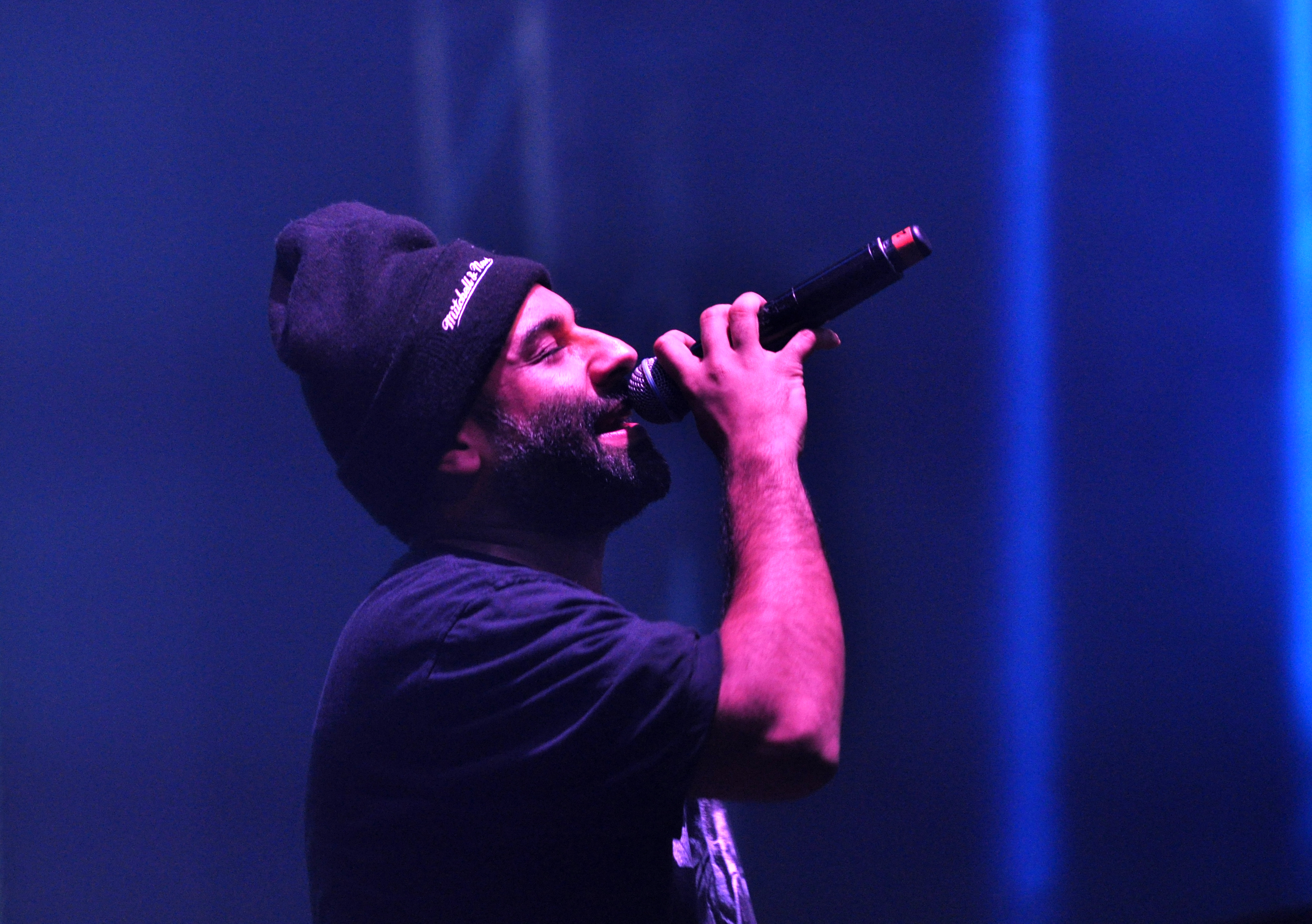
Orifice Vulgatron, Paaspop 2014

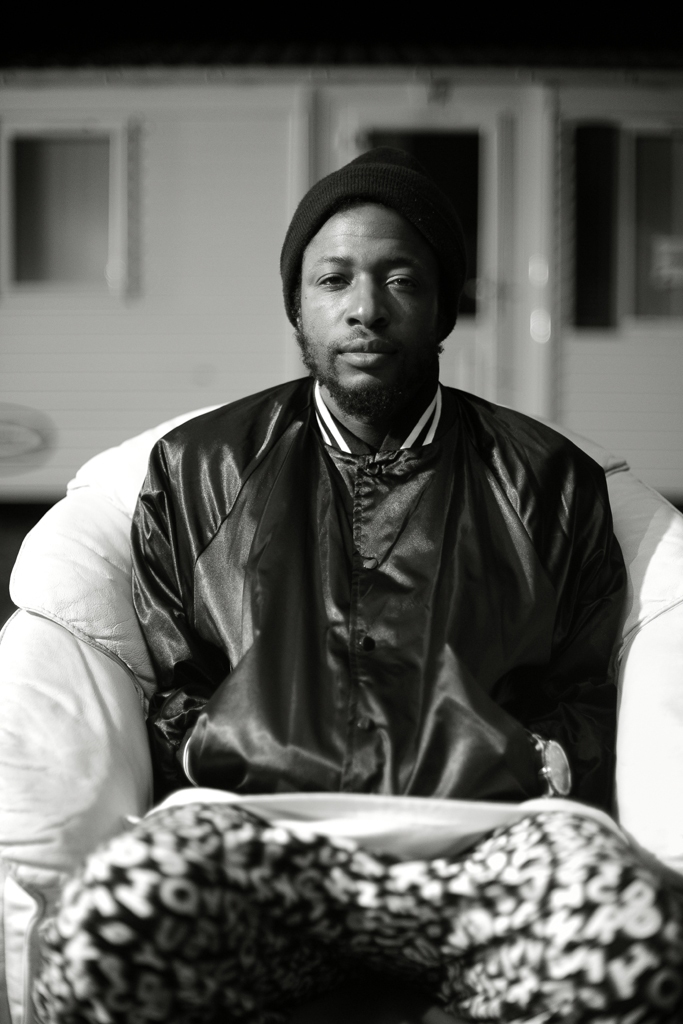
Metropolis - Foreign Beggars. 2013.

### Album
- Asylum Speakers (2003, Dented)
- Stray Point Agenda (2006, Dented)
- Bukkake Ski Trip (2006, Dented)
- Asylum Agenda (2008)
- United Colours Of Beggattron (2009, Dented)
- Beggattron Remixed (2010, Dented)
- The Uprising (2012, mau5trap)

### Singoli ed EP
- "Where Did the Sun Go?" (2002, Dented)
- "Seasons Beatings" (2003, Dented)
- "Hold On" / "Frosted Perspects" (2003, Dented)
- Crypt Drawl (2005, Dented)
- "Let Go" (2005, Dented)
- "Slow Broiled Ilk" (2006, Dented)
- "In It for a Minute" / "Black Hole Prophecies" (2007, Dented)
- "Hit That G@$h" (vs. Rouge À Levres) (2008, Dented)
- "Contact" (with Noisia) (2009, Dented)
- "Seven Figure Swagger" / "Don't Dhoow It" (with remixes by Machinedrum and Bar 9) (2009, Dented)
- "No Holds Barred" / "Get a Bit More" – Excision and Skism Remixes (2010, Never Say Die)
- Beggattron Remixed EP 1 (2010, Dented)
- Beggattron Remixed EP 2 (2010, Dented)
- "Badman Riddim (Jump)" (with Vato Gonzalez) (2011, Ministry of Sound)
- The Harder They Fall EP (2011, Never Say Die)
- "Still Getting It" (feat. Skrillex) (2011, Never Say Die)
- "Palm of My Hand" (2012, mau5trap)
- "Flying To Mars" (2012, mau5trap)
- "Anywhere" (2012, mau5trap)
- "Apex" (2012, mau5trap)

### Mixtape
- Bukkake Ski Trip
- Beggars Brew
- Strictly Grizzness

### Features
- Intiman - Hit That (featuring Foreign Beggars)
- Jazzsteppa - Raising The Bar (with Foreign Beggars)
- Von D - Maximum Boost (featuring Foreign Beggars & Spyda)
- Beardyman - Oh! (featuring Foreign Beggars)
- Flux Pavilion - Lines In Wax (featuring Foreign Beggars)
- Grems - Broka Billy (featuring Foreign Beggars)
- Noisia - Shellshock (featuring Foreign Beggars)
- Noisia - Soulpurge (featuring Foreign Beggars)
- Skrillex - Scatta (featuring Foreign Beggars & Bare Noize)
- Skinnyman - Hold On (featuring Foreign Beggars)
- Alix Perez - The Cut Deepens (featuring Foreign Beggars)
- Alix Perez - Dark Days (featuring Foreign Beggars)
- Les Gourmets - Keep It Raw (featuring Foreign Beggars & Dr.Syntax)
- The Disablists - Heavy Rotation (with Foreign Beggars)
- Die Vamummtn - Nur Music (featuring Foreign Beggars)
- Vato Gonzalez - Badman Riddim (Jump) (featuring Foreign Beggars)
- Flux Pavilion & SKisM - Jump Back (featuring Foreign Beggars)
- VENT - Stir Fry (featuring Foreign Beggars)
- KOAN Sound - Look Who's Back (featuring Foreign Beggars)
- mau5hax - Titty Sprinkles (featuring Foreign Beggars)

#### Orifice Vulgatron features
- Jack Beats - About To Get Fresh (featuring Chiddy Bang & Orifice Vulgatron)
- Tommy Lee & DJ Aero - Party People (featuring Orifice Vulgatron)
- Engine-EarZ Experiment - Rogue Status (featuring Orifice Vulgatron)
- Fuoco Negli Occhi - Mic Megalo (Featuring Orifice Vulgatron)
- Dope D.O.D. - Moonshine (featuring Orifice Vulgatron)
- Zomboy - Get With The Program (featuring Orifice Vulgatron)

## Membri
- Orifice Vulgatron
- Metropolis (deceduto)
- DJ Nonames
- Dag Nabbit

Extended Beggar Fam
- Dr Syntax
- Stig Of The Dump
- Kyza
- Rabbi Shlomo
- MC Zani
- THePETEBOX
- LDZ (London Zoo)